# Алемди
Алемди́ (каз. Әлемді) — село у складі Алакольського району Жетисуської області Казахстану. Входить до складу Кольбайського сільського округу.
У радянські часи село мало назву Карла Маркса. або Бригада №3
Населення — 101 особа (2021; 99 у 2009, 210 у 1999, 297 у 1989).